# Monster High
Monster High ist ein Franchise von Mattel mit Schwerpunkt auf Modepuppen, das im Juli 2010 veröffentlicht wurde. Das Konzept der Reihe wurde von Horrorfilmen und Schauerliteratur inspiriert, weshalb sie sich von den meisten anderen Mode-Puppen unterscheidet. Sie wurde von Designer Garrett Sander anhand von Illustrationen von Kellee Riley entworfen. Die bekannte Barbie-Puppe stammt ebenfalls von Mattel.
Das Monster High-Franchise umfasst neben den Puppen auch andere Produkte wie Schreibwaren, Taschen, Schlüsselanhänger, und verschiedene Spiel- und Sportsachen sowie Halloween-Kostüme, die den einzelnen Puppen einzelner Reihen entsprechen. Außerdem gibt es Monster High TV-Specials, ein Web-Serie und Videospiele. Die erste Jugendbuchreihe wurde von Lisi Harrison geschrieben und 2010 in den USA sowie 2011 in Deutschland veröffentlicht.
Die Charaktere sind Nachkommen von berühmten Monstern wie Dracula, Frankenstein, der Mumie, Medusa, Das Ungeheuer der schwarzen Lagune, dem Phantom der Oper oder werden im Zusammenhang mit Zombies und Werwölfen gestellt.
2020 wurden von Mattel 3 neue "Skullector"-Sammlerpuppen basierend auf den Werken Stephen Kings vorgestellt, inspiriert je von den Charakteren Pennywise und den Grady-Zwillingen. Sie wurden exklusiv online via Mattel Creations verkauft. Seitdem werden in unregelmäßigen Abständen weiterhin Sammlerpuppen herausgebracht, die auf berühmten Horror- und Monsterfilmen basieren.
Am 23. Februar 2021 wurde angekündigt, dass es eine neue Animationsserie und eine Realverfilmung zu Monster High geben wird. Die Realverfilmung Monster High: Der Film erschien am 6. Oktober 2022 auf Nickelodeon und Paramount+ in den USA. Die deutsche Veröffentlichung erfolgte am 12. Dezember 2022 auf Paramount+.

## Puppen
Die Puppen sind ca. 24 cm groß und haben etwas überdimensionierte Köpfe, Knopfaugen und kleine Nasen. Die Körper bestehen aus ABS Plastik, während die Köpfe aus weicherem PVC bestehen. Sie haben verschiedene Hautfarben (blau, grün, rosa usw.) und jeder Charakter hat eine eigene Kopfform. Die Haare sind aus PVdC- oder Polyacrylnitril-Fasern, wobei die männlichen Puppen meist Plastikaufsätze statt Haaren haben. Die Puppen sind vollständig beweglich mit abnehmbaren Unterarmen und Händen.
Neben körperlichen Merkmalen, gibt es deutliche Unterschiede in ihrem Kleidungsstil, der ihren individuellen Charakter herausheben soll. Wobei es auch ausgeprägte Hinweise auf ihre Monster-„Eltern“ gibt, sowohl aufgemalte (z. B. Fangzähne oder Nähte) als auch greifbare (z. B. Wolfsohren, Schwimmhäute oder Bandagen) Merkmale.

## Medien und Webseite
Die Webseite ging am 5. Mai 2010 online. Die Angebote umfassen Spiele, Charakter-Biografie, Downloads und vieles mehr. Die Seite bietet außerdem die Möglichkeit, sich die Web-Serie der Monster High anzusehen. Die neueste Episode wurde jeden Freitag seit dem 5. Mai bis zum 30. Juli 2010 bereitgestellt. Die Werbung für die Webseite wurde landesweit erstmals am 5. August 2010 in den USA ausgestrahlt. Nach fast 6 Monaten Unterbrechung wurde die Show mit der Episode „Freakout Friday“ am 29. Oktober 2010 fortgesetzt. Das Musikvideo des Monster High Titellieds „Fright Song“ ist auf Youtube zu finden und auf iTunes zu kaufen. Es wurde sogar ein „Behinde the screams“-Video von den Machern online gestellt.
Die TV-Specials wurden in den USA von Nickelodeon gesendet, während in Deutschland Super RTL die Ausstrahlung übernahm.
Das Magazin wird seit dem 20. Oktober 2011 von Ehapa Verlag monatlich herausgegeben. Es enthält Tagebücher der Schüler, Rätsel, Horoskope, Tests, Comics, Extras (Stiftbox, Handy-Hülle …) und vieles mehr.
Das Spiel Monster High: Die Monsterkrasse Highschool Klasse hat wie Monster High: Labyrinth-Skaten, das am 13. November 2012 erschien, eine USK 0-Freigabe erhalten und wurden sowohl für den Nintendo DS als auch für den Nintendo Wii veröffentlicht.
Mit dem Computeranimationsfilm Monster High – Mega Monsterparty wurde in Deutschland am 18. Oktober 2012 der erste offizielle Film auf DVD und Blu-ray Disc veröffentlicht. Weitere Filme mit derselben Animationstechniken wie Monster High – Double Feature (Monsterkrass verliebt und Kampf um das Schulsymbol), Scaris – Monsterstadt der Mode (nur auf DVD) und 13 Wünsche folgten. 2015 erschien der Film Verspukt. Die Filme erhielten von der FSK die Altersempfehlungen 0 bzw. 6.

## Liste der Filme

### Erste Generation 2D Filme (2010–2011)
- 2010: Monster High: New Ghoul @ School (Aller Anfang ist Schwer)
- 2010: Monster High: Fright On! (Muster- oder Monsterschule?)

### Erste Generation 3D Filme (2012–2016)
- 2012: Monster High: Why Do Ghouls Fall in Love? (Monsterkrass verliebt)
- 2012: Monster High: Escape from Skull Shores (Flucht von der Schädelküste)
- 2012: Monster High: Ghouls Rule (Mega Monsterparty)
- 2013: Monster High: Friday Night Frights (Wettrennen um das Schulwappen)
- 2013: Monster High: Scaris: City of Frights (Scaris: Monsterstadt der Mode)
- 2013: Monster High: 13 Wishes (13 Wünsche)
- 2014: Monster High: Frights, Camera, Action! (Licht aus, Grusel an!)
- 2014: Monster High: Freaky Fusion (Fatale Fusion)
- 2015: Monster High: Haunted (Verspukt – Das Geheimnis der Geisterketten)
- 2015: Monster High: Boo York, Boo York (Buh York, Buh York)
- 2016: Monster High: Great Scarier Reef (Das Große Schreckensriff)

### Zweite Generation Filme (2016–2017)
- 2016: Monster High: Welcome to Monster High (Willkommen an der Monster High: Wie alles begann)
- 2017: Monster High: Electrified (Elektrisiert)

### Dritte Generation Filme (seit 2022)
- 2022: Monster High: Der Film (Monster High: The Movie)
- 2023: Monster High 2

## Bücher
Die erste Monster-High-Jugendbuchreihe wurde von Lisi Harrison geschrieben, die unter anderem durch ihre Buchreihe Die Clique bekannt ist. Die Handlung der Bücher spielt allerdings in einem etwas abgewandelten Monster-High-Universum, das sich deutlich von dem der Web-Serie und der Fernsehfilme unterscheidet. Die Monster durchlaufen nicht nur die pubertären Schwierigkeiten in den Bereichen Liebe, soziales Leben und Schule, sondern müssen außerdem mit ihrem Anderssein als Monster zurechtkommen und darauf achten, nicht enttarnt zu werden.
Mattel veröffentlichte den ersten Band am 26. September 2010 in den USA, in Deutschland wird die Reihe seit 2011 vom Arena Verlag veröffentlicht.
Am 5. September 2012 wurde in den USA mit Gitty Daneshvari als Autorin Monster High: Ghoulfriends Forever eine weitere Jugendbuchreihe begonnen. Die Serie orientiert sich im Gegensatz zur ersten Buchreihe stark an den Vorgaben des Monster-High-Universums.

## Musical
Am 9. April 2016 wird Monster High erstmals als Musical in der Barclaycard-Arena in Hamburg uraufgeführt. Die Arena-Tournee umfasst insgesamt 18 Städte in Deutschland, in Österreich und in der Schweiz. Musik und Texte stammen von Komponist Thomas Schwab, das Buch von Andreana Clemenz und Gus Hanson, die Choreografie von Alex Burgos.

## Hauptcharaktere
- Frankie Stein – Frankie ist die Tochter von Frankensteins Monster und zu Beginn der ersten Staffel 15 Tage alt. Sie hat schwarze Haare mit weißen Strähnen, Nähte und Bolzen. Sie ist die Neue an der Monster High. Ihr Haustier ist ein Welpe namens Watzit. Frankie ist sehr freundlich und athletisch, aber auch sehr tollpatschig, da ihre Körperteile nicht sehr festsitzen, vor allem ihre rechte Hand sorgt häufig für Chaos. Da ihr Körper unter Strom steht, geschieht es nicht selten, dass sie ihrer Umgebung Stromstöße verpasst.
- Clawdeen Wolf – Clawdeen ist die Tochter eines Menschen (Apollon) und einer Werwölfin (Celina) und hat einen älteren Bruder namens Clawd, eine jüngere Schwester namens Howleen und fünf weitere Brüder, die aber nie namentlich genannt werden. Sie ist 16 Jahre alt, bedeckt mit Fell und hat zwei Piercings an jedem Wolfsohr. Ihre lila Katze heißt Crescent. Sie liebt Mode und ist zuversichtlich, extrovertiert, wild und sehr freundlich zu jedem Monster.
- Draculaura – Draculaura ist die Tochter von Graf Dracula. Sie war 1.599 Jahre alt und ist am Valentinstag 1.600 Jahre alt geworden. Der Valentinstag wurde extra für Draculaura vom hinterlistigen Vampir Valentin erschaffen, um sie zu verführen und ihr das Herz zu brechen.  Sie trägt ein Muttermal in Herzform unter ihrem linken Auge. Die Familie Draculauras wurde im Mittelalter durch einen wütenden Mob aus ihrer Heimat vertrieben, so kam sie zur Monster High. Ihr Haustier ist eine Fledermaus namens Count Fabulous. Obwohl Draculaura ein Vampir ist, ernährt sie sich vegan und trinkt nicht nur kein Blut, sondern fällt schon bei der Erwähnung von Blut in Ohnmacht. Sie hat Fangzähne, fahle, rosa Haut und ist sehr freundlich. Für die typischen vampiristischen Fähigkeiten, z. B. die Verwandlung in eine Fledermaus, ist sie noch nicht würdig genug (bis sie sie im vierten Film erlangt). Sie mag es, Geschichten über ihre Freunde zu schreiben, und lange Spaziergänge in der Sonne (mit Sonnenschirm versteht sich). Draculaura ist mit Clawd liiert, was die vorherige Rivalität zwischen Vampiren und Werwölfen auf der Monster High beendete und zu einem entspannten Verhältnis beider Monsterarten führte.
- Cleo de Nile – Cleo ist die Tochter der Mumie und hat eine ältere Schwester namens Neffera. Sie besitzt eine Schlange namens Hissette. Sie ist der Captain des Cheerleader-Teams, Königin des gesellschaftlichen Lebens und Deuce Gorgons Freundin. Cleo ist das beliebteste Monster der Monster High. Sie ist schnell eingeschnappt, ist aber auch eine gute Freundin und kann sehr nachgiebig gegenüber ihren Freunden sein. Ihre beste Freundin ist Ghoulia Yelps. Anstrengende Aktivitäten lässt sie sich von Dienern, die den Kriegern des ägyptischen Todesgottes Anubis nachempfunden sind, erledigen.
- Deuce Gorgon – Deuce ist der Sohn der Medusa. Seine ganze Familie kann alles in Stein verwandeln. Er fährt gerne Skateboard, ist interessiert am Kochen und liebt es Basketball mit seinem Team zu spielen. Er trägt eine Sonnenbrille um zu verhindern, dass sich andere in Stein verwandeln, wenn er sie ansieht. Er hat mehrere grüne Schlangen auf seinem Kopf, die er zu einer Art „Schlangen-Iro“ gestylt hat. Er hat seine zweischwänzige Ratte, Perseus genannt (wahrscheinlich um seine Mutter zu ärgern), und geht mit Cleo de Nile.
- Lagoona Blue – Lagoona ist die Tochter des Meeresungeheuers. Sie lebt in einem Riff in der Nähe Australiens und hat einen rosa Haustier-Pirania namens Neptuna, den sie in einer Fischglas-Handtasche immer bei sich trägt. Sie ist ein sportlicher Wildfang, der es liebt, im Wasser zu sein.
- Ghoulia Yelps – Ghoulia ist die Tochter der Zombies. Sie ist das Genie der Schule, aber sie kann nur in der Sprache der Zombies (Ächzen und Stöhnen) sprechen. Sie ist Cleos engste Freundin und ein großer Fan von Comics, speziell von Dead Fast, und ihr Markenzeichen ist ihre Nerd-Hornbrille. Ihre Haustiereule heißt Sir Eulenschreck.